# Río Traba
El río Traba es un río del noroeste de la península ibérica que discurre por la provincia de La Coruña (Galicia, España). Vierte sus aguas en la ría de Muros y Noya y a través de ella en el océano Atlántico.

## Recorrido
El Traba nace de la unión de los arroyos de San Xusto y de Soñora, a 500 m de altura, en las laderas del monte Muralla, en el municipio de Lousame. Es un río de curso básicamente encajado, que desemboca en la ría de Muros y Noya, en la villa de Noya, municipio homónimo, tras un recorrido total de apenas 17 km.

## Régimen
Es un río de régimen pluvial.